# Bertil Sandström
Karl Bertil Sandström (Gävle, 25 de novembro de 1887 - Solna, 1 de dezembro de 1964) foi um adestrador sueco. 

## Carreira
Bertil Sandström representou seu país nos Jogos Olímpicos de 1920 1924 e 1932, na qual conquistou a medalha de prata no adestramento individual em 1920 e 1924, e prata por equipes em 1932. 